# Guido Manuli
Guido Manuli (Cervia, 11 giugno 1939) è un animatore, disegnatore e regista italiano.

## Biografia
Guido Manuli inizia la sua carriera a Milano, dove si era trasferito, iniziando come illustratore. Nel 1960 inizia a lavorare insieme a Bruno Bozzetto ricoprendo varie funzioni, fra cui quella di animatore, disegnatore, regista e direttore artistico. Per Bruno Bozzetto ha lavorato sui lungometraggi animati: West and Soda, Vip - Mio fratello superuomo, Allegro non troppo, e anche nella saga del signor Rossi. Nello stesso tempo realizza sigle televisive e personaggi per la tv e la pubblicità. Risalgono a questo periodo le creazioni dei personaggi: "Donna Rosa", "Cavallino Michele", "Johnny Bassotto", il pappagallo di Portobello e, per la televisione svizzera, Scacciapensieri e Mr. Hiccup. 
Dal 1982 come libero professionista realizza spot pubblicitari e videoclip (celebri quelli per i Rondò Veneziano), mentre continua a realizzare sigle e programmi televisivi per la Rai (Forte Fortissimo TV Top) e network privati. Realizza numerosi cortometraggi proiettati e premiati a festival internazionali. 
Nel 1990 realizza la sigla animata della seconda stagione della serie TV Don Tonino, con Andrea Roncato e Gigi Sammarchi. Nel 1991 vince un David di Donatello, per la migliore sceneggiatura, ex aequo con Maurizio Nichetti, con il film Volere volare. Nel 1994 dirige L'eroe dei due mondi. Nel 1999 dirige Chi ha paura? una coproduzione Rai, DiC Entertainment di Los Angeles. 
Nel 2001 dirige Aida degli alberi. Con Maga animation studio e Rai Fiction ha completato nel 2007/ 2012 le serie in full CGI 3D, Acqua in bocca.

## Filmografia

### Lungometraggi
- West and soda (1965) soggetto/sceneggiatura
- Vip - Mio fratello superuomo (1968) soggetto/sceneggiatura
- Allegro non troppo (1976) soggetto/sceneggiatura
- Il signor Rossi cerca la felicità (1976) soggetto/sceneggiatura
- I sogni del signor Rossi (1977) soggetto/sceneggiatura
- Le vacanze del signor Rossi (1978) soggetto/sceneggiatura
- Domani si balla! (1982) soggetto/sceneggiatura
- Volere volare (1991) regia Maurizio Nichetti/Guido Manuli
- L'eroe dei due mondi (1994)
- Chi ha paura? (2000)
- Aida degli alberi (2001)

### Cortometraggi d'animazione
- Opera
- La Serenissima per i Rondò Veneziano
- Odissea veneziana per i Rondò Veneziano
- Casanova per i Rondò Veneziano
- Striptease
- Fantabiblical
- Countdown
- S.O.S.
- Erection
- Solo un bacio
- Incubus
- Trailer
- Più uno meno uno
- Istruzioni per l'uso
- Casting
- Loading
- La vie en...
- Sexy Symphony
- I love Hitchcock

### Serie televisive
- Mr. Hiccup
- Puppies and Kitties
- Le storie di Farland
- Acqua in bocca (2007-2008-2011)

## Riconoscimenti
- Premio Referendum della Critica al Salone Internazionale dei Comics del 1980 per S.O.S..
- Premio Fantoche al Salone Internazionale dei Comics del 1990 per il miglior film a soggetto (+1-1).